# Santa Cruz Amilpas
Santa Cruz Amilpas es una localidad del estado mexicano de Oaxaca. Es cabecera del municipio de Santa Cruz Amilpas.

## Demografía
| Gráfica de evolución demográfica |
|                                  |

| Censo | Población |
| ----- | --------- |
| 1900  | 443       |
| 1910  | 415       |
| 1921  | 296       |
| 1930  | 258       |
| 1940  | 302       |
| 1950  | 238       |
| 1960  | 384       |
| 1970  | 541       |
| 1980  | 744       |
| 1990  | 4 154     |
| 1995  | 5 615     |
| 2000  | 5 621     |
| 2005  | 8 804     |
| 2010  | 10 120    |
| 2020  | 13 200    |